# Сербы в Болгарии
Сербы в Болгарии (болг. Сърби в България, серб. Срби у Бугарској/Srbi u Bugarskoj) — небольшая община, живущая на территории Болгарии, большинство из них эмигранты, многие из которых спортсмены и бизнесмены.

## Население
По официальным данным, сербов в Болгарии всегда было мало. Так, в 1887 году было насчитано 2142 человек, а в 1900 году — только 1503 человек. Наибольшее число их было в 1887 году в Видинском уезде — 1610 человек. По данным Национального совета по сотрудничеству по этническим и интеграционным вопросам при правительстве Болгарии, в стране проживают 313 местных сербов, а также болгарская перепись 2011 года зарегистрировала 569 сербских граждан, постоянно проживающих в Болгарии.

## История

### Во время Османской империи
Деревня Бракевци была заселена сербами во время османской эпохи, после того как местное население состоящее из болгар эмигрировало в Бессарабию.

## Организации
В 1999 году была создана организация «Болгарские сербы», главой которой был избран актёр Джоко Росич, но в скоре после этого организация рассыпалась. Так же в 2010 году была создана организация «Ассоциация сербов Болгарии».

## Известные представители
- Анна Неда — первая жена князя Видина и царя Михаила III Шишмана, а также регент Болгарии с 1330 до 1331 года.
- Драгана — вторая жена Ивана Шишмана, а также царевна Болгарии[7].
- Константин Деянович — сербский феодал, дворянин[8].
- Джоко Росич — болгарский актёр сербского происхождения, который снялся в более чем 110 фильмах[9].
- Златомир Загорчич — бывший футболист, игравший за сборную Болгарии[10].
- Предраг Пажин — бывший болгарский футболист сербского происхождения, защитник[11].
- Зоран Янкович — бывший сербский и болгарский футболист, нападающий. С 2011 года тренер[12].
- Иван Чворович — бывший футболист, вратарь[13].

## Примечание
1. ↑  «Дело», Београд 1909.
2. ↑  Национален съвет за сътрудничество по етническите и интеграционните въпроси. Етнически малцинствени общности. Архивная копия от 15 июля 2015 на Wayback Machine
3. ↑  2011 Population census in the republic of Bulgaria, p 23 Архивная копия от 1 апреля 2013 на Wayback Machine
4. ↑  Антон Страшимиров, «Книга за Болгарию» София, Библиотека «Вечные книги про Болгария», Изд-во «Сибия», 1995, София, с. 30.
5. ↑  Srbi u Bugarskoj. Дата обращения: 14 февраля 2010. Архивировано из оригинала 21 июля 2011 года.
6. ↑   In 2010 an Association of the Serbs in Bulgaria was set up. Ekonom: east Media Group, 09. June 2010, Sreckovic on status of Serbs in Bulgaria
7. ↑  Purković, Miodrag. Кћери кнеза Лазара. — Belgrade, 1996.
8. ↑  Благојевић, Милош (2007). Закон господина Константина и царице Јевдокије. Зборник радова Византолошког института. 44: 447–458.
9. ↑  In memoriam Djoko Rosic: A man is born with his voice, the messenger of his soul (англ.). bnr.bg. Дата обращения: 14 ноября 2023. Архивировано 14 ноября 2023 года.
10. ↑  Ексклузивно: Участник с България на Евро 2004 е новият треньор на Славия (болг.). Sportal.bg. Дата обращения: 14 ноября 2023. Архивировано 14 ноября 2023 года.
11. ↑  Predrag Pazin - Player profile (англ.). www.transfermarkt.com. Дата обращения: 14 ноября 2023. Архивировано 31 января 2022 года.
12. ↑  Treneri — FK Vojvodina — Omladinska škola. Дата обращения: 14 ноября 2023. Архивировано 13 февраля 2022 года.
13. ↑  Иван Чворовић: Сјећам се како је Краљу било тешко у Загребу.. Архивная копия от 6 февраля 2016 на Wayback Machine vecernji.hr